# Margaux Pinot
Margaux Pinot (6 januari 1994) is een Frans judoka. Pinot won tijdens de Olympische Zomerspelen 2020 de gouden medaille met het gemengde team. Op de wereldkampioenschappen in 2019 won zij de bronzen medaille individueel en de zilveren medaille met het team.

## Resultaten

### Olympische Zomerspelen
| Editie | Plaats | Resultaten                    |
| ------ | ------ | ----------------------------- |
| 2021   | Tokio  | 9e middelgewicht gemengd team |

### Wereldkampioenschappen
| Jaar | Plaats    | Resultaten                   |
| ---- | --------- | ---------------------------- |
| 2019 | Tokio     | gemengd team · middelgewicht |
| 2022 | Tasjkent  | gemengd team                 |
| 2023 | Doha      | gemengd team                 |
| 2024 | Abu Dhabi | -70 kg · gemengd team        |

### Europese kampioenschappen
| Jaar | Plaats   | Resultaten |
| ---- | -------- | ---------- |
| 2017 | Warschau | -63 kg     |
| 2020 | Praag    | -70 kg     |
| 2021 | Lissabon | -70 kg     |
| 2022 | Sofia    | -70 kg     |

2020: Clarisse Agbegnenou & Amandine Buchard & Sarah-Léonie Cysique & Romane Dicko & Madeleine Malonga & Margaux Pinot & Guillaume Chaine & Axel Clerget & Alexandre Iddir & Kilian Le Blouch & Teddy Riner · 
2024: Shirine Boukli & Joan-Benjamin Gaba & Amandine Buchard & Walide Khyar & Sarah-Léonie Cysique & Luka Mkheidze & Clarisse Agbegnenou & Alpha Oumar Djalo & Marie-Ève Gahié & Maxime-Gaël Ngayap Hambou & Romane Dicko & Aurelien Diesse & Madeleine Malonga & Teddy Riner